# Theridion inconspicuum
Theridion inconspicuum là một loài nhện trong họ Theridiidae.
Loài này thuộc chi Theridion. Theridion inconspicuum được Tord Tamerlan Teodor Thorell miêu tả năm 1898.